# Skały alitowe
Skały alitowe, ality – skały zbudowane głównie z tlenków i wodorotlenków glinu. Powstały w wyniku daleko posuniętego chemicznego wietrzenia glinokrzemianów w warunkach klimatu tropikalnego lub subtropikalnego. Charakteryzują się prawie całkowitym brakiem krzemionki.
Do skał alitowych należą:
- lateryty
- terra rossa
- boksyty